# Горки (Словаччина)
Горки (словац. Hôrky) — село, громада округу Жиліна, Жилінський край, регіон Горне Поважіє. Кадастрова площа громади — 2,32 км².
Населення 819 осіб (станом на 31 грудня 2017 року).

## Історія
Горки згадуються 1393 року.

## Населення
| Рік:            | 1994. | 2004.   | 2014.    | 2024.    |
| --------------- | ----- | ------- | -------- | -------- |
| Кількість осіб: | 581   | 615     | 722      | 1042     |
| Різниця:        |       | +5,85 % | +17,39 % | +44,32 % |

| Рік:            | 2023. | 2024.   |
| --------------- | ----- | ------- |
| Кількість осіб: | 1011  | 1042    |
| Різниця:        |       | +3,06 % |